# Bellerofontés (Mysliveček)
Bellerofontés (v italském originále Il Bellerofonte) je italská opera seria ve třech dějství českého skladatele Josefa Myslivečka z 18. století. Libreto založené na řecké legendě o Bellerofontovi napsal Giuseppe Bonecchi. Dílo bylo věnováno neapolskému králi Ferdinandovi IV. a poprvé bylo provedeno v neapolském divadle Teatro San Carlo dne 20. ledna 1767, na narozeniny Ferdinandova otce, španělského krále Karla III.

## Vznik a historie díla
Buď Zmatek na Parnasu, nebo Semiramis znovu poznaná upoutaly pozornost neapolského impresária Giovanniho Tedeschiho. V roce 1766 u Myslivečka objednal novou operu pro Neapol, která byla jedním z vedoucích operních středisek Itálie i Evropy. Teatro San Carlo, ve kterém měla být uvedena, bylo jen nedávno opraveno po ničivém požáru roku 1765. Pověst, podle níž měla zakázku pro Myslivečka získat zpěvačka Caterina Gabrielli, ani samotný její poměr s Myslivečkem nejsou doloženy.
Předmět opery, vybraný vedením divadla Teatro San Carlo, je v kontextu Myslivečkova operního díla nezvyklý. Pro italskou operu seria v 60. letech 18. století byly typické historické náměty spíše než mytologické, ledaže byly převzaty prvky z francouzského žánru tzv. tragédie lyrique (kde byly mytologické náměty pravidlem) a vytvořena tak stylově francouzsko-italská směs. V tomto případě lze za příznaky mírného vlivu francouzské operní tradice, vedle mytologického námětu, považovat též začlenění sborů a efektů programní hudby (objevení se netvora).
Jako v případě mnohých slavnostních představení v tehdejším Teatro San Carlo byly při premiéře Bellerofonta doplněna samostatná baletní intermezza. Jejich hudbu nesepsal Mysliveček (skladatel není znám, choreografem byl Gennaro Magri) a při pozdějších představeních nebyla opakována. Mezi 1. a 2. dějstvím byl předveden balet s názvem Un bassà turco (Turecký paša) a mezi 2. a 3. dějstvím Pantomimo tra Pulcinella, Arlecchino e Coviello (Pantomima mezi Pulcinellou, Harlekýnem a Coviellem). Rovněž před samotnou operou byl proveden slavnostní tanec a dále kantáta na počest krále Ferdinanda (k ní složil hudbu rovněž Mysliveček). Honosná výprava byla dílem P. Antonia Jolliho.
V obsazení figurovali dva hvězdní zpěváci své doby, Caterina Gabrielli jako Argéna a Anton Raaff jako král Ariobates. Byla to teprve druhá Myslivečkova řádná opera a první, při které měl možnost psát pro vynikající hlasy. Inscenace byla velmi úspěšná a měla zásadní význam pro vzestup Myslivečkovy pověsti jakožto operního skladatele. V poměrně krátké době od premiéry Bellerofonta až do své smrti roku 1781 se Myslivečkovi podařilo uvést na scénu více nových oper seria než kterémukoli jinému skladateli v Evropě; v té době také vedl nad všemi ostatními skladateli v počtu nových oper uvedených ve svém "domovském" Teatro San Carlo v Neapoli.
Bellerofrontés byl uveden znovu v sienské Accademia degli Intronati ještě na jaře téhož roku (premiéra 6. května 1767) na počest návštěvy toskánského velkovévody Petra Leopolda (pozdějšího císaře Leopolda II. Pražskému obecenstvu jej o karnevalu roku 1768 představila společnost Giuseppe Bustelliho v Divadle v Kotcích. Mysliveček se v té době v Praze zdržoval, aby vyřídil pozůstalost po své matce, a představení Bellerofronta sám řídil. Poznámka na pařížské kopii partitury uvádí, že byla uvedena znovu v Teatro San Carlo roku 1769, to však není potvrzeno např. existencí odpovídajícího tisku libreta.
Bellerofontés obsahuje řadu árií vyžadujících od zpěváků mimořádnou hlasovou virtuozitu, jak bylo italským obecenstvem v 60. letech 18. století žádáno. Nejvíce byly obdivovány árie "Splende così talora" z druhého výjevu 1. dějství, "Giusti Dei" z třetího výjevu 1. dějství, "Ch’io mai capace" z pátého výjevu 2. dějství a "Palesar vorrei col pianto" z jedenáctého výjevu 2. dějství. Tyto árie byly zapisovány do sbírek árií v celé Itálii, ale ještě většího rozšíření dosáhly v Čechách ve sbírkách církevních institucí; přitom byla původní italská slova nahrazena latinským textem náboženského obsahu. V této podobě árie z Bellerofonta obíhaly ve střední Evropě až dlouho do 19. století.
V nové době byl Bellerofrontés oživen při příležitosti 250. výročí skladatelova narození. 13. února 1987 jej v Praze uvedla koncertně Česká filharmonie. Toto provedení pak bylo základem pro pořízení nahrávky Bellerofronta, která je dosud jedinou komerčně dostupnou nahrávkou kompletní Myslivečkovy opery.

## Osoby a první obsazení

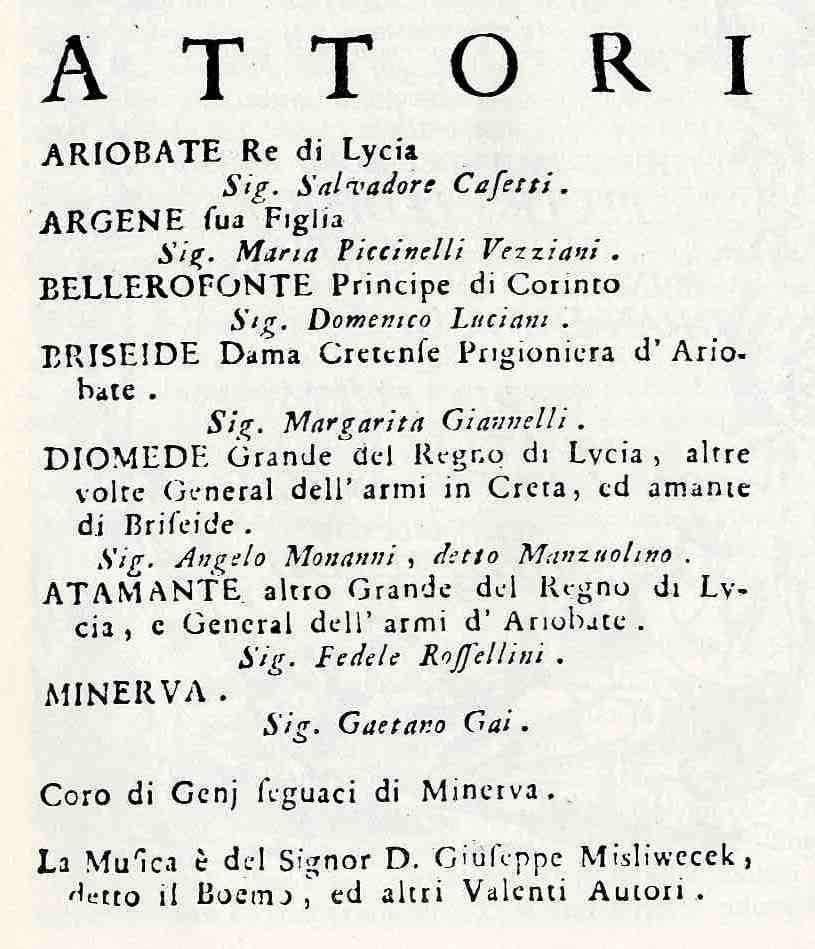
Obsazení Bellerofonta ze sienského libreta.

| Osoba                                            | Hlasový obor     | Premiéra (20. ledna 1767) |
| ------------------------------------------------ | ---------------- | ------------------------- |
| Bellerofontés (Bellerofonte), princ z Korintu    | soprán (kastrát) | Ferdinando Mazzanti       |
| Ariobates (Ariobate), král Lýkie                 | tenor            | Anton Raaff               |
| Argéna (Argene), jeho dcera                      | soprán           | Caterina Gabrielli        |
| Atamantes (Atamante), dvořan                     | tenor            | Giuseppe Coppola          |
| Diomedes (Diomede), ve službách krále            | tenor            | Angelo Monanni            |
| Briseida (Briseide), jeho milenka                | mezzosoprán      | Francesca Gabrielli       |
| Minerva                                          | soprán (kastrát) | Giuseppe Benigni          |
| Dvořané, šlechtici, vojáci, stráže, služebnictvo |                  |                           |

## Děj opery
Italské opery seria 18. století obsahují typicky milostné zápletky, jež vyústí ve šťastný sňatek; k uspokojivému zakončení jsou zpravidla nutné nejméně dvě svatby, přičemž páry jsou uspořádány podle společenského postavení.

### 1. dějství
(Dvůr lýkijského krále s výhledem na řeku Xanto) Scéna je uvedena sborem (Rendi alle selve col tuo ritorno). Bellerofrontés je syn bývalého korintského krále. Vládu v Korintu však uchopil jeho příbuzný Klearchos, který jej poslal ke králi Ariobatovi s poselstvím. Bellerofrontés je přátelsky přijat a seznámí se a Ariobatovou dcerou Argénou. Oba se do sebe zamilují, ale Ariobates již ruku své dcery slíbil princi Archimorovi z Megary. Bellerofrontés se však nevzdává naděje (árie Splende così talora). Argéna žádá otce, aby nevystavoval její srdce zkoušce a poslal Bellerofonta pryč, když už nemůže být jejím manželem (árie Guisti Dei, che ben vedete la virtù).
Ariobates se z Klearchova listu se dozvídá, že jej Klearchos žádá o zabití Bellerofronta, a cítí se nucen žádosti vyhovět (árie La frode se adempio).
Bellerofrontés se dozvídá o neštěstí, které sužuje Lýkii: usadil se tam netvor (chiméra), kterému je každý rok nutné předhodit vznešenou dívku. Letos padl los na Briseidu, která se snaží sebrat odvahu (árie Non è la morte per me l'orrore). Briseidin milenec Diomedes ale zoufá (árie Prometti ognor la calma). Ariobata napadne, že by se mohl Bellerofronta méně nápadně zbavit tak, že jej přiměje, aby se s obludou utkal. Přesvědčit Bellerofronta dá za úkol své dceři (árie Di due pupilli amabili). Argéně je to proti mysli, ale příkazu uposlechne a uspěje. Bellerofrontés a Argéna se loučí (duet Vanne pur ma dimmi pria).

### 2. dějství
(Krajina poblíž sluje chiméry lemovaná zříceninami) Diomedes se dozvěděl o Bellerofrontově úmyslu. Králův rádce Atamantes jej povzbuzuje, neboť má prorocké tušení, že se Bellerofrontés vrátí vítězně (árie Già scinto sembrami). Přichází Ariobates: Diomedes jej nejprve prosí, aby Briseidu ušetřil, ale když neuspěje, krále urazí (árie Come potrai, tiranno) a je uvržen do žaláře. Bellerofrontés zpravuje krále o svém úmyslu a ten naoko vyčítá své dceři, že Bellerofrontovi uložila tak těžký úkol; naznačuje, že se jej chce Argéna zbavit ve prospěch svého předurčeného ženicha. Argéna nemůže situaci vysvětlit a Bellerofrontés se s ní hořce loučí (Parto: ma in quest'istante). Zoufalá Argéna osamí a může dát průchod svým skutečným citům - nikdy nebude milovat nikoho jiného (árie Ch'io mai capace sia d'altro amore).
Argéna hovoří s Briseidou, osvobozuje Diomeda a vyzve ho, aby spěchal k Bellerofrontovi a vysvětlil mu, že Argéna byla donucena mu uložit takovou zkoušku: ať raději zachrání svůj život a uprchne. Ariobates se o tom dozví a hodlá dceru raději okamžitě provdat za jejího zamýšleného ženicha Archimora. Přichází však Atamantes se zprávou, že Archimoros vyhledal Bellerofronta na cestě k netvorově jeskyni a vyzval jej na souboj, v němž sám podlehl. Králův hněv se obrací proti Argéně a slibuje jí trest a pomstu (árie Pria ch'io perda, ingrata figlia). Argéna a Briseida se navzájem neúspěšně utěšují (Argénina árie Palesar vorrei col pianto).
Bellerofrontés oznamuje Briseidě, že se nyní na Argénino příní pokusí o její záchranu. Briseidu to nijak neuklidní a přála by si raději konec utrpení (árie Se ognor fra cento affani). Bellerofrontés se připravuje k utkání s obludou (doprovázený recitativ Su quell' orride sponde a me s'aspetta a árie Di quei sassi dal concavo seno). Objevením se nestvůry dějství končí.

### 3. dějství
(Velký královský sál) Atamantes zpravuje Ariobata o tom, že Bellerofrontes netvora přemohl. Ariobates je rozhodnut zabít Bellerofronta tak jako tak. Briseida bude sloužit jako rukojmí proti případnému zásahu Diomeda. Argéna a Briseida se vyptávají Atamanta na novinky. Ten jim potvrdí, že se Bellerofrontés vrací vítězně, varuje je však, aby se neradovaly předčasně (árie Nuove procelle ancora). Argéna a Briseida jsou zmateny, Briseida však sází na naději (árie Torbido, e nero il di).
Bellerofrontés a Diomedes se vracejí. Argéna se přetvařuje ve snaze Bellerofronta přesvědčit, aby ihned odešel, ale Bellerofrontovi už je jasné, co mu v Ariobatově paláci hrozí. Diomedes vyjadřuje nad chystanou zradou své pohoršení (árie Qual ristretto in piccol letto). Skutečně Ariobates přichází se strážemi a pokusí se dát Bellerofronta zadržet. Bellerofrontés a Diomedes se svou družinou jsou však připraveni a krále přemohou. Argéna vyprosí otcův život, současně mu však adresuje výčitky (tercet Argény, Bellerofronta a Ariobata Barbare stelle ingrate).
Ariobates se cítí zahanben a chce zemřít. V tom okamžiku přichází zpráva, že uzurpátor Klearchos byl svržen a lid povolal na korintský trůn Bellerofronta. Bellerofrontés Ariobatovi odpouští: nyní se ožení s Argénou a stane se korintským králem a současně mu Ariobates předává vládu v Lýkii. Rovněž Briseida a Diomedes se mohou vzít. Všeobecné usmíření ukončují všichni hrdinové sborem Se dei numi a questo segno.

## Nahrávky
První (a dosud jediná) nahrávka opery byla pořízena 7.-14. února 1987 a vydána roku 1991 Supraphonem. Zpívají Celina Lindsleyová (Bellerofontés), Gladys Mayová (Argéna), Douglas F. Ahlstedt (Ariobates), Raul Giménez (Atamantes), Krisztina Lakiová (Briseida) a Štefan Margita (Diomedes). Pražský filharmonický sbor vede sbormistr Lubomír Mátl a Pražský komorní orchestr řídí Zoltán Peskó.